# YMCA FC
O YMCA Comoro Futebol Clube, mais conhecido como YMCA FC, é uma agremiação esportiva timorense sediada Díli, capital do Timor-Leste.
É a equipa da Young Men's Christian Association of Timor Leste, conhecida como Associação Cristã de Moços em língua portuguesa.

## História
O time foi fundado em 2006 e ao longo dos anos participou de diversos campeonatos nacionais.
Em 2015, com a criação da nova Liga Futebol, a equipe passou a fazer parte da segunda divisão timorense. No entanto, foi rebaixada na temporada 2017, tendo jogado a Terceira Divisão do campeonato em 2019.
Participou também da Copa 12 de Novembro, a taça nacional, nas edições de 2016 e 2017.

## Campeonatos
Liga Futebol:
- Campeonato Timorense de Futebol - Segunda Divisão de 2016: 2º lugar (Grupo A)
- Campeonato Timorense de Futebol - Segunda Divisão de 2017: 6º lugar (Grupo B) (R)
- Campeonato Timorense de Futebol - Terceira Divisão de 2019: 2º lugar (Grupo B)
- Campeonato Timorense de Futebol - Terceira Divisão de 2024: em breve

Taça 12 de Novembro:
- Taça 12 de Novembro de 2016: 2º fase
- Taça 12 de Novembro de 2017: 1º fase